# (1969) Alain
(1969) Alain es un asteroide que forma parte del cinturón de asteroides y fue descubierto por Sylvain Julien Victor Arend desde el Real Observatorio de Bélgica, Uccle, el 3 de febrero de 1935.

## Designación y nombre
Alain fue designado al principio como 1935 CG.
Posteriormente se nombró en honor de Alain Vanheste, esposo de una nieta del descubridor.

## Características orbitales
Alain orbita a una distancia media del Sol de 3,088 ua, pudiendo alejarse hasta 3,575 ua. Su inclinación orbital es 3,336° y la excentricidad 0,1578. Emplea en completar una órbita alrededor del Sol 1982 días.